# Chaetothiersia
Chaetothiersia — рід грибів родини Pyronemataceae. Назва вперше опублікована 2008 року.

## Класифікація
До роду Chaetothiersia відносять 1 вид:
- Chaetothiersia vernalis

## Поширення і середовище існування
Знайдений на гнилій деревині та корі Abies magnifica та серед деревного сміття в ґрунті: Каліфорнія, США.